# Gerarctia teldeensis
Gerarctia teldeensis là một loài bướm đêm trong họ Noctuidae.